# Бой Джордж
Бой Джордж (англ. Boy George; настоящее имя — Джордж А́лан О’Да́уд англ. George Alan O’Dowd, род. 14 июня 1961) — британский певец и композитор, один из пионеров движения новая романтика. В прошлом участник таких групп, как Culture Club и Jesus Loves You.

## Биография
Бой Джордж родился 14 июня 1961 года в многодетной семье. С детства любил выделяться, ярко одевался. Бросил школу в 15 лет. В 17 лет ушёл из дома, подрабатывал в супермаркетах и магазинах. Тогда же произошёл его первый гомосексуальный опыт. Вместе со своим другом, певцом Мэрилином, Джордж стал завсегдатаем гей-клубов Лондона, где его заметил музыкальный продюсер Малькольм Макларен и пригласил в группу Bow Wow Wow. Карьера в этой группе у него не заладилась, и вскоре Бой Джордж её покинул и основал свой собственный проект Praise of Lemmings. В группе также был басист Мики Крейг, впоследствии присоединились барабанщик Джон Мосс (экс-участник The Damned, Adam and the Ants, London) и гитарист Рой Хей. Группа несколько раз меняла название, окончательным вариантом названия стал Culture Club.
Джордж и Culture Club снялись в роли самих себя в 4 сезоне 16 серии популярного американского сериала 1980-х годов Команда «А» (англ. The A-Team).
После распада группы Бой Джордж начал успешную сольную карьеру, которая, однако, была омрачена проблемами, связанными с наркотической зависимостью и трудностями реабилитации.
В 2010 году на экраны вышла телевизионная драма производства канала BBC о жизни Боя Джорджа «Переживая за Боя».
В 2010 году Бой Джордж вернул Кипрской православной церкви икону, похищенную 37 лет назад. В 1985 году он приобрел её, не зная о её происхождении.

## Религия и взгляды
Бой Джордж проявлял интерес к буддизму. Его песня "Karma Chameleon", в которой рассказывается о карме и жизни людей, подтверждает это. Также третий альбом Culture Club имел соответствующую обложку.
После распада Culture Club, Бой Джордж стал пребывать в постоянных депрессиях, и поэтому решил обратиться за помощью к различным духовным религиозным организациям.
Бой Джордж с 1990 года является последователем Международного общества сознания Кришны. В музыкальном журнале в интервью было сказано, что он каждый день повторяет 16 кругов махамантры, не ест мяса, рыбы, яиц и не употребляет одурманивающих веществ. Совершив путешествие в Индию в 1992 году, он выпускает песню Bow Down Mister, в которой прославляет Господа Кришну.

## Дискография

### Альбомы
- 1982 — Kissing to Be Clever
- 1983 — Colour by Numbers
- 1987 — Sold (UK #29, США #145, Швейцария #15, Норвегия #15, Швеция #18, Италия #22]
- 1988 — Tense Nervous Headache
- 1989 — Boyfriend
- 1989 — High Hat (американский сборник, U.S. #126)
- 1990 — The Martyr Mantras (в Англии — как Jesus Loves You, UK #60)
- 1992 — Spin Dazzle (Culture Club & Boy George, сводная компиляция)
- 1993 — At Worst… The Best of Boy George and Culture Club (UK #24, США #169)
- 1995 — Cheapness and Beauty (UK #44)
- 1998 — The Unrecoupable One Man Bandit
- 1999 — Everything I Own (сборник)
- 2002 — Taboo Original London Cast (саундтрек мюзикла)
- 2002 — Classic Masters (сборник)
- 2002 — U Can Never B2 Straight (UK #147)
- 2002 — Culture Club Box Set (сборник демо, ремиксов и неиздававшегося материала)
- 2004 — Taboo (саундтрек бродвейского мюзикла)
- 2004 — Yum Yum (под псевдонимом The Twin)
- 2004 — The Annual 1, 2, 3, 4
- 2004 — Dance Nation 1, 2, 4, 5
- 2004 — Yum Yum
- 2010 — Ordinary Alien
- 2013 — This is what i do

### EPs
- 1994 — The Devil in Sister George EP (1993—1994) [UK #26]
- 2004 — Made To Measure (The Twin, промо)
- 2005 — Straight EP
- 2007 — Boy George & Kinky Roland EP

### Синглы
- 1987 — Everything I Own (UK #1, U.S. Dance #45, Канада #1, Германия #8, Швейцария #8, Италия #1, Ирландия #1, Норвегия #1, ЮАР #1, Голландия #3, Швеция #8)
- 1987 — Keep Me in Mind (UK #29, Италия #3)
- 1987 — Sold (UK #24, Италия #4, Ирландия #8)
- 1987 — To Be Reborn (UK #13, Италия #13, Ирландия #8)
- 1987 — Live My Life (UK #62, U.S. #40, Канада #9)
- 1988 — No Clause 28 (UK #57)
- 1988 — Don’t Cry (UK #60)
- 1989 — Don’t Take My Mind on a Trip (UK #68)
- 1989 — You Found Another Guy (U.S. R&B #34)
- 1989 — After The Love (UK #68)
- 1990 — Generations Of Love* (UK #80)
- 1990 — One On One (UK #83)
- 1991 — Bow Down Mister (UK #27, Франция #29, Австрия #2)
- 1991 — Generations Of Love (remix)* (UK #35)
- 1992 — The Crying Game (UK #22, U.S. #15, Канада #1]
- 1992 — Sweet Toxic Love (UK #65, Австрия #14)
- 1993 — More Than Likely (PM Dawn feat. Boy George) (UK #40)
- 1995 — Funtime (UK #45)
- 1995 — Il Adore (UK #50, Франция #69)
- 1995 — Same Thing in Reverse [UK #56, U.S. Dance #18]
- 1999 — Innocence Is Lost (с Groove Armada) (12" promo)
- 2002 — Swallow Me (как The Real Feminem) (12")
- 2002 — Out of Fashion (with Hi-Gate)
- 2002 — Run (с Sash!) (Германия #48, Хорватия #1, Швейцария #98)
- 2002 — Autoerotic (с Dark Globe) (UK #165)
- 2002 — Psychology of the Dreamer (с Eddie Locke) (UK Dance #5)
- 2003 — Here Come the Girls (как The Twin) (огр. тираж)
- 2003 — Electro Hetero (The Twin)
- 2003 — Sanitised (The Twin)
- 2004 — Human Racing (The Twin)
- 2005 — Love Your Brother (Jesus Loves You feat. Boy George) (12" promo)
- 2006 — You Are My Sister (с Antony and the Johnsons) (UK #39)
- 2006 — You’re Not the One (с Loverush UK) (promo)
- 2007 — Time Machine (с Amanda Ghost)
- 2007 — You’re Not the One (с Loverush UK)
- 2007 — Atoms (с Dark Globe)
- 2008 — Generations Of Love (с Phunk Investigation)
- 2008 — Yes We Can (Словения #1]
- 2009 — American Heart (с Bliss)
- 2011 — Pentonville Blues (с Glide & Swerve)
  - Pentonville Blues (Original Mix)
  - Pentonville Blues (Ben Royal Mix)
  - Pentonville Blues (Rezone Remix)
  - Pentonville Blues (UAC Remix)
- 2019 — You Cannot Be Saved (с Marc Vedo)
  - Jerome Robins (Oxygen Remix)